# Эсхи, Наталья Борисовна
Наталья Борисовна Эсхи (род. 6 октября 1963) — советская и российская актриса театра и кино, дважды лауреат премий «за лучшую женскую роль» (Любовь в спектакле «Последние» 1987 года, Любочка в спектакле «Истребитель» 1997 года)
Лауреат Высшей театральной премии Санкт- Петербурга «Золотой Софит» за роль Марлен Дитрих в спектакле Юлии Паниной « Моя мать М..»(2020 год)

## Биография
Наталья Эсхи окончила Ленинградский государственный институт культуры в 1986 году, режиссёрское отделение (мастер С.Чистяков). В этом же году она поступила в труппу Псковского драмтеатра им. А. С. Пушкина, где через год получает актёрскую тарификацию 1-й категории и становится ведущей актрисой этого театра. В 1987 году она становится лауреатом театрального фестиваля " Классика и молодые", получает приз за лучшую женскую роль в спектакле " Последние'", в этом же году Наталья снимается в телевизионном фильме " Цвет корриды", где исполняет главную роль.За псковский период (1986—1990 гг.) ею сыграно более пятнадцати главных и эпизодических ролей.
В 1991 г. она переезжает в Ленинград, работает во многих театрах. В 1993 г. она впервые появляется в театре «Особняк», где служит до 2020 года. Ею сыграно здесь более двадцати различных по жанру, стилю и значимости ролей.
С марта 2020 Наталия становится актрисой независимого проекта «Пан- театр» режиссёра Ю.Паниной. В этом же году она получает высшую театральную премию Санкт- Петербурга" Золотой софит" за роль М.Дитрих.

## Фильмография
- 1987 — Цвет корриды — Лена, главная роль, р- р. Л. Павловский
- 2001 — Улицы разбитых фонарей, третий сезон — Мать Дэна
- 2002 — Агентство «Золотая пуля» — Воробьёва
- 2003 — Женщины в игре без правил — Жена Пилипенко

- 2005 — Самые счастливые — Люба Лощилина, главная роль.Р-р. С. Митин
- 2007 — Попытка к бегству
- 2008 — Застава Жилина — Елена Викторовна
- 2009 — Счастливый конец — Подруга мамы Алёны

2011 — «Дорожный патруль» — Мать Слепцова
2013 — «Майор полиции» — Юлия Петровна, учительница.
2018 — «Последняя просьба» (короткометражка) — Лидия
2018 — «Тайны следствия» — Светлана Петровна
2021 — «Анна Медиум»/«Медиум-2»- эпизод, жена генерала. Режиссёр- Е. Николаева
2022 — «Смычок»-женщина в деканате.Режиссер-А. Цой
2023 — «Большой дом», р-р Е.Канчаловский. Эпизод. Мать Широкова.
2023 — «Первый класс», р-р С. Самошина. Эпизод. Мать Дениса
2023 — "Алекс Лютый. Дело сирот"р-р Нахабцев В. Жена Русакова.
2024 - "Папа Миа". Р-р Максим Пежемский Учитель Химии
2024- " Лицемеры", женщина - дилер.Р-р С.Греков- Мурашов